# Прапор міста Ялти
Пра́пор Я́лти затверджений 29 вересня 2005 р. рішенням 35-ї сесії Ялтинської міської ради.

## Опис прапора
Квадратне полотнище, що складається з двох горизонтальних смуг синього і смугасто-червоного. Співвідношення ширини цих смуг 1/2. У синій смузі покладені схрещені золоті гілки лавру і винограду.
Смугасто-червона смуга складається з двох полів. Поле, що ближче до древка перетнуто 6 разів чотирма червоними і трьома синіми смугами. Поле, що ближче до нижнього вільного краю, червоне.
У центрі йде золотий лев із повернутою назад головою. 